# Diabelichter
Ein Diabelichter (englisch film recorder) ist ein Belichtungsgerät, das mit einem Druckertreiber ausgestattet, Bilder und andere Dokumente vom Computer aus direkt ein Dia (oder auch Negativ) belichten kann.

## Funktionsprinzip
Dazu wird eine hochlineare Kathodenstrahlröhre (Braunsche Röhre) genutzt. Da diese kein farbiges Licht ausstrahlen kann, werden drei Farbfilter in den Farben Rot, Grün und Blau zwischengeschaltet. Es erfolgen also drei Belichtungen nacheinander.
Die auszugebende Datei muss daher auch im RGB-Format vorliegen oder vom Programm aus während des Druckvorganges erzeugt werden.
Man unterscheidet bei der Ausgabequalität zwischen Bildauflösung und Format. Die Auflösung in Pixeln bezieht sich dabei immer auf die Gesamtfläche des Formates. Je größer also das Format, desto gröber die Pixel bei gleicher Bildauflösung und umgekehrt.
Der Film liegt in einer an den Diabelichter angeschraubten und von dem Belichter ferngesteuerten Kamera bzw. Kamerabox und wird ganz normal entwickelt.

## Auflösung
Es sind folgende Auflösungen gebräuchlich:
- 2K (2048 × 1366 Bildpunkte) - Kann jeder Diabelichter.
- 4K (4096 × 2732 Bildpunkte) - Entspricht auf Kleinbild normaler Filmqualität und kann jeder modernere Diabelichter.
- 8K (8192 × 5464 Bildpunkte) - Können nur Diabelichter, die auch auf größere Formate einstellbar sind.
- 16K (16384 × 12288 Bildpunkte) - Nur mit Hochleistungsbelichtern für größere Bildformate.

## Formate
Als Ausgabeformat wird in der Regel Kleinbild (24×36 mm) benutzt. Diese Belichter haben dann in der Regel maximal 4K Auflösung. Professionelle Belichter haben die Möglichkeit, anstelle einer Kleinbildkamera auch Polaroid-Kameras, 6×6, Mittelformat und Großbildformat bis zu 18×24 cm anzuschließen. Erst dann kommen die hohen Auflösungen (die sich immer auf das ganze Ausgabeformat beziehen) zum Tragen.
Vollautomatische Belichter erlauben auch den Anschluss von Meterware (bis zu 100 m) oder die Belichtung auf Kinofilm zur Erzeugung von Trickfilmen.

## Anschluss
Der Belichter wird in der Regel mit SCSI, aber auch mit GPIB oder einer normalen Druckerschnittstelle an den Computer angeschlossen.

## Ausblick
Es gab mehrere Firmen, die Belichter herstellen, u. a. Polaroid, Agfa, Lasergraphics und andere.
Diabelichter werden nicht mehr hergestellt, da der analoge Film mehr und mehr vom Markt verschwindet.
Aufgrund der begrenzten Lebensdauer der Kathodenstrahlröhren werden Elektronenstrahl-Diabelichter bald der Geschichte angehören, Laserbelichter für analoges Filmmaterial inklusive Dias werden hingegen durch die praktisch unbegrenzte Verfügbarkeit von RGB-Lasern weiterhin nutzbar sein (Laserbelichter sind Ausgabeeinheiten, mit der digital gespeicherte Daten mit Hilfe eines Laserstrahls – etwa Helium-Neon-Laser – auf Film, Fotopapier oder direkt auf Druckformen ausgegeben werden können).